# دبروجة الجنوبية

خريطة رومانيا وبلغاريا مع منطقة دبروجة، حيث تظهر دبروجة الشمالية باللون البرتقالي ودبروجة الجنوبية باللون الأصفر.

دبروجة الجنوبية هي منطقة تقع في شمال شرق بلغاريا وتضم مقاطعتي دوبريتش وسيليسترا، وهي جزء من المنطقة التاريخية دبروجة. تبلغ مساحتها 7،566 كيلومتر مربع ويبلغ عدد سكانها 358 ألف نسمة. كانت جزءً من رومانيا بحكم القانون من عام 1913 إلى عام 1918 (في الواقع من عام 1913 إلى عام 1916) ومرة أخرى من عام 1919 إلى عام 1940. ويحدها من الشمال دبروجة الشمالية.

## التاريخ
كانت دبروجة الجنوبية جزءً من الإمارة البلغارية المستقلة من عام 1878 وجزءً من الدولة البلغارية المستقلة من عام 1908 حتى هزيمة بلغاريا في حرب البلقان الثانية، عندها تم التنازل عن المنطقة لرومانيا بموجب معاهدة بوخارست (1913).
في عام 1914، طالبت رومانيا جميع مالكي الأراضي بإثبات ممتلكاتهم وتسليم ثلث الأرض التي طالبوا بها للدولة الرومانية أو دفع ما يعادل قيمتها. كان هذا مشابهاً للإصلاحات الزراعية في رومانيا التي حدثت في القرن الماضي، حيث اضطر الملاك إلى التخلي عن ثلثي أراضيهم، والتي تم تسليمها بعد ذلك إلى الفلاحين. في دبروجة الجنوبية، كان العديد من الفلاحين الذين حصلوا على الأرض من المستوطنين، بما في ذلك عشرات الآلاف من الأرومانيين من مقدونيا، بالإضافة إلى Megleno-Romanians من نفس المكان والرومانيون من الأفلاق، مما أدى إلى مزاعم بأن الإصلاحات كان لها هدف قومي.
في 7 أيلول/سبتمبر 1940، أعيدت دبروجة الجنوبية إلى بلغاريا بموجب معاهدة كرايوفا. أعقب المعاهدة تبادل سكاني إلزامي: حوالي 110.000 روماني (حوالي 95٪ منهم استقروا هناك بعد عام 1913)، أُجبر الأرومانيون وMegleno-Romanians على مغادرة دبروجة الجنوبية، بينما اضطر 77 ألف بلغاري إلى مغادرة دبروجة الشمالية. لم يبق في المنطقة الآن سوى بضع مئات من الرومانيين والأرومانيين.

## تاريخ السكان
| العرقية    | 1910            | 1930            | 2001            | 2011            |
| ---------- | --------------- | --------------- | --------------- | --------------- |
| الكل       | 282،007         | 378،344         | 357،217         | 283،395         |
| البلغاريون | 134،355 (47.6%) | 143،209 (37.9%) | 248،382 (69.5%) | 192،698 (68%)   |
| الأتراك    | 106،568 (37.8%) | 129،025 (34.1%) | 76،992 (21.6%)  | 72،963 (25.75%) |
| الغجر      | 12،192 (4.3%)   | 7،615 (2%)      | 25،127 (7%)     | 12،163 (4.29%)  |
| التتر      | 11،718 (4.2%)   | 6،546 (1.7%)    | 4،515 (1.3%)    | 808 (0.29%)     |
| الرومانيون | 6،348 (2.3%)    | 77،728 (20.5%)  | 591 (0.2%)      | 947 (0.33%)     |

## التقسيمات الإدارية
بين عامي 1913 و1940، خلال الحكم الروماني، غطت المنطقة مقاطعتي دورستر و كاليكارا. في الوقت الحاضر، تشكل أراضي دبروجة الجنوبية مقاطعتي سيليسترا ودوبريتش.

## طالع المزيد
- دبروجة
- دبروجة الشمالية